# Marea Timor

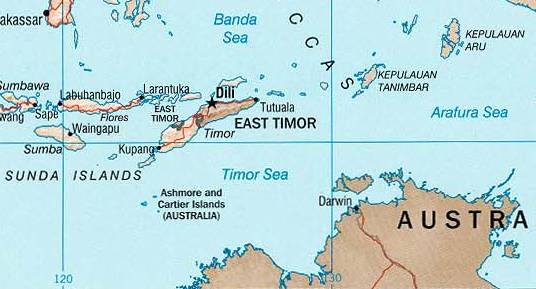
Marea Timor

 Marea Timor are adâncimea maximă de 3.300 m și suprafața de ca. 61.500 km², fiind cea mai întinsă mare care aparține de Oceanul Indian. 
Se întinde între țărmul de nord al Australiei, insula Timor și Marea Arafura. Adâncimea de 3.300 m este atinsă în groapa Timor (engleză Timor Gap). Marea este frecvent agitată cu furtuni violente. Pe fundul mării s-au descoperit zăcăminte importante de petrol și gaz natural, ceea ce a condus la conflicte de graniță între Australia și Timorul de Est. La data de 12 ianuarie 2006 cele două state au încheiat o înțelegere prin contractul CMATS, care prevede ca rezervele naturale din Greater Sun Rise să fie împărțite în mod egal.